# Zhujiaquan
Zhujiaquan (朱家 pugilato della Famiglia Zhu) o Zhujiajiao (朱家教, Insegnamento o Dottrina della Famiglia Zhu) è uno stile delle arti marziali cinesi che è classificabile come Nanquan ed appartiene agli stili praticati dalla minoranza Hakka (Kejiaquan). Questa scuola è diffusa nella provincia di Guangdong in particolare nelle aree amministrative di Wuhua (五华), Meixian (梅县), Zijin (紫金), Shantou (汕头), Xingning (兴宁) e Meizhou (梅州).

## Origini
Si racconta che lo Zhujiajiao è nato dopo la Rivolta dei Taiping allo scopo di sconfiggere la dinastia Qing e che, per sottolineare questo ruolo sovversivo, il nome Zhujiaquan (朱家拳) si riferisca al fondatore della dinastia Ming, Hongwu (洪武), che in origine si chiamava Zhu Yuanzhang. Infatti uno dei rivoltosi ricercati, con speciali abilità marziali, per far perdere le proprie tracce, cambiò il proprio cognome in Zhu.
Questo personaggio sarebbe Zhu Huanger (朱黃二), che in età avanzata fece ritorno alla propria casa natale (Wuhua) ed insegnò a Zhu Yanan (朱亞南). Zhu Yanan tramandò a sua volta il pugilato al proprio figlio Zhu Jin (朱進).
Un maestro molto importante in Shantou nell'era repubblicana è stato Huang Zhenqiang (黃振強).
Secondo Bob Melia e John Farrell vi sarebbe un “Grande Maestro” di questo stile che si chiama Chu Shiu Woon che sarebbe fuggito ad Hong Kong durante la Rivoluzione Culturale.

## Taolu
- Queste sono le forme praticate nell'area di Shantou: （1）Cuwuxiang (粗五项)；（2）Youwuxiang (幼五项)；（3）Qixingbu (七星步)；（4）Duishou (对手)；（5）Fengzhao Sanjiao zhang (凤爪三角掌)；（6）Heshou (和手).
- Queste le forme dell'area di Meizhou:（1）Bairi zhao (百日早)；（2）Zhi Yaoshou (直摇手)；（3）Qu Yaoshou (曲摇手)；（4）Shang Xigaiquan (上栋膝拳); armi: Shiba pai dian gun (十八排点棍); Combattimenti prestabiliti detti Duichai (对拆): il Duiquan (对拳, pugilato in coppia)